# Ironton (Ohio)
Ironton ist eine City am Ohio River und seit 1851 Verwaltungssitz des Lawrence County im Süden des US-amerikanischen Bundesstaates Ohio. Das U.S. Census Bureau ermittelte bei der Volkszählung 2020 eine Einwohnerzahl von 10.571.
In Ironton befindet sich ein Campus der Ohio University (OU).

## Geschichte
Um 1826 wurden in der Gegend des heutigen Ironton reiche Vorkommen von Eisenerz entdeckt. Gleichzeitig waren Bauholz, Kohle, Kalk und Lehm reichlich vorhanden während der Ohio River die Möglichkeit des billigen Transports mit Flussschiffen bot. Ironton wurde 1848 durch den Hüttenbesitzer John Campbell gegründet, um vor Ort Roheisen zu verhütten. Campbell hatte schon 1834 in Mount Vernon die Eisenhütte Mount Vernon Furnace gebaut, die mit einer neuen Anordnung der Heizkessel die Energie der Abgase ausnutzte und eine Neuerung der Technik der Eisenverhüttung einleitete. Die Eisenbahnstrecke der ebenfalls 1849 gegründeten Detroit, Toledo and Ironton Railroad (DT&I) wurde 1851 eröffnet, um Erz aus den Minen des Lawrence County in den Hafen von Ironton zu bringen, von wo das verhüttete Eisen über den Ohio River verschifft wurde. Nach dem Amerikanischen Bürgerkrieg gingen die örtlichen Erzvorkommen langsam zur Neige, jedoch wurde die Verhüttung mit reinerem Erz aus Michigan fortgesetzt. Zum Ende des 19. Jahrhunderts war die örtliche Eisenindustrie von der Eisenproduktion in der Region um Pittsburgh und Youngstown in den Hintergrund gedrängt worden. Während der Großen Depression schlossen die letzten Eisenhütten in Ironton.

## Persönlichkeiten
- Elza Jeffords (1826–1885), Politiker
- Henry S. Neal (1828–1906), Mitglied des US-Kongresses und amerikanischer Botschafter in Portugal
- William H. Enochs (1842–1893), Mitglied des US-Kongress und Brigadier General in der Armee der Nordstaaten
- John K. Richards (1856–1909), United States Solicitor General von 1897 bis 1903
- Frederic Thompson (1873–1919), Architekt, Ingenieur, Erfinder und Schausteller
- Thomas A. Jenkins (1880–1959), Mitglied des US-Kongress von 1925 bis 1959
- William C. Lambert (1894–1982), hochdekorierter Jagdflieger des Royal Flying Corps im Ersten Weltkrieg
- George McAfee (1918–2009), Footballspieler der Chicago Bears, in die Pro Football Hall of Fame aufgenommen
- David F. Edwards (* 1928), Physiker
- Bobby Bare (* 1935), Country-Sänger und -Songwriter
- Terry McBrayer (1937–2020), Rechtsanwalt und Politiker
- Butch Miles (1944–2023), Jazz-Schlagzeuger